# John Hopfield
John Joseph Hopfield (Chicago, 15 luglio 1933) è un fisico statunitense, attivo nel campo della biofisica e della fisica statistica.
È noto soprattutto per aver ideato un tipo di rete neurale noto adesso come rete di Hopfield, e per aver introdotto, contemporaneamente a Jacques Ninio, il concetto di proofreading in biologia molecolare. Per il ruolo avuto nello sviluppo della teoria delle reti neurali, e quindi per la successiva nascita del concetto di machine learning, nel 2024 ha ricevuto, assieme a Geoffrey Hinton, il premio Nobel per la fisica.

## Biografia
Hopfield è nato nel 1933, dai fisici polacchi John Joseph Hopfield e Helen Hopfield.  È il sesto di sei fratelli, e ha avuto tre figli e sei nipoti.
Conseguì la laurea presso lo Swarthmore College nel 1954 e il dottorato di ricerca in fisica presso l'Università Cornell nel 1958 (sotto la supervisione di Albert Overhauser). Trascorse poi due anni nel gruppo teorico dei Bell Laboratories, e successivamente è stato professore presso l'Università della California - Berkeley (fisica), la Princeton University (fisica), il California Institute of Technology (Chimica e Biologia) e di nuovo a Princeton, dove è Howard A. Prior Professor of Molecular Biology, emerito. Per 35 anni, ha anche mantenuto l'affiliazione con i Bell Laboratories. Nel 2006 è stato il presidente dell'American Physical Society.
Nel 1986 è stato co-fondatore del programma di dottorato di calcolo e sistemi neurali presso il Caltech.

## Ricerca
I suoi lavori più importanti sono stati la descrizione del polaritone nel suo lavoro di tesi di dottorato nel 1958, lo studio dei trasferimenti di elettroni a lungo raggio nelle molecole organiche, che descrive la meccanica quantistica dei trasferimenti di elettroni a lungo raggio nel 1974, lo stesso anno introdusse il concetto del proofreading (un meccanismo usato dalla DNA polimerasi per correggere gli errori di duplicazione del DNA), l'elaborazione del concetto di rete di Hopfield nel 1982, e lo studio delle reti neurali per i problemi di ottimizzazione nel 1985. Le sue ricerche più recenti si concentrano principalmente sui modi in cui il potenziale d'azione può essere utilizzato nel calcolo neurobiologico.

## Premi e riconoscimenti
John Hopfield ha ricevuto nel tempo un gran numero di premi, fra i più importanti ci sono:
- Oliver Buckley Prize dell'American Physical Society nel 1969[10]
- Premio Dirac dell'ICTP nel 2001[11]
- Albert Einstein World Award of Science del Consiglio culturale mondiale nel 2005[12]
- Benjamin Franklin Medal in Physics del Franklin Institute nel 2019[13]
- Medaglia Boltzmann nel 2022[1]
- Medaglia IUPAP per la Fisica della vita nel 2023[14]
- Premio Nobel per la fisica nel 2024[2]

John Hopfield è stato inoltre eletto membro della National Academy of Science nel 1973, dell'American Academy of Arts and Sciences nel 1975 e dell'American Philosophical Society nel 1988.